# Bezzia inflatifemora
Bezzia inflatifemora är en tvåvingeart som beskrevs av Tokunaga 1966. Bezzia inflatifemora ingår i släktet Bezzia och familjen svidknott. Inga underarter finns listade i Catalogue of Life.